# Tibouchina hygrophila
Tibouchina hygrophila är en tvåhjärtbladig växtart som beskrevs av Célestin Alfred Cogniaux. Tibouchina hygrophila ingår i släktet Tibouchina och familjen Melastomataceae. Inga underarter finns listade i Catalogue of Life.